# Model Context Protocol
El Model Context Protocol (MCP) és un marc de treball estàndard i de codi obert introduït per Anthropic per estandarditzar la manera com els models d'intel·ligència artificial (IA), com ara els models de llenguatge gran (LLM), integren i comparteixen dades amb eines, sistemes i fonts de dades externes. Dissenyat per estandarditzar l'intercanvi de context entre assistents d'IA i entorns de programari, MCP proporciona una interfície universal independent del model per llegir fitxers, executar funcions i gestionar indicacions contextuals. Va ser anunciat oficialment i publicat com a programari de codi obert per Anthropic el novembre de 2024, i posteriorment va ser adoptat pels principals proveïdors d'IA, com ara OpenAI i Google DeepMind.

## Rerefons
El protocol es va anunciar el novembre de 2024 com un estàndard obert per connectar assistents d'IA a sistemes de dades com ara repositoris de contingut, eines de gestió empresarial i entorns de desenvolupament Aborda el repte dels silos d'informació i els sistemes antics que restringeixen fins i tot els models d'IA més sofisticats.
Anthropic va introduir MCP per abordar la creixent complexitat de la integració de LLM amb sistemes de tercers. Abans de MCP, els desenvolupadors sovint havien de crear connectors personalitzats per a cada font de dades o eina, cosa que donava lloc al que Anthropic va descriure com un problema d'integració de dades "N×M".
MCP es va dissenyar com a resposta a aquest repte, oferint un protocol universal per interconnectar qualsevol assistent d'IA amb qualsevol eina estructurada o capa de dades. El protocol es va publicar amb kits de desenvolupament de programari (SDK) en diversos llenguatges de programació, com ara Python, TypeScript, Java i C#.

## Característiques
MCP defineix un conjunt d'especificacions per a:
- Ingestió i transformació de dades
- Etiquetatge de metadades contextuals
- Model d'interoperabilitat entre plataformes
- Connexions bidireccionals segures entre fonts de dades i eines basades en IA

El protocol permet als desenvolupadors exposar les seves dades a través de servidors MCP o crear aplicacions d'IA (clients MCP) que es connecten a aquests servidors. Els components clau inclouen:
- Especificació de protocols i SDK
- Compatibilitat amb el servidor MCP local a les aplicacions d'escriptori de Claude
- Repositori de codi obert de servidors MCP

## Aplicacions
L'MCP s'ha aplicat en una àmplia gamma de casos d'ús en el desenvolupament de programari, l'automatització de processos de negoci i l'automatització del llenguatge natural:
- Desenvolupament de programari: Entorns de desenvolupament integrats (IDE) com ara Zed, plataformes com Replit i eines d'intel·ligència de codi com ara Sourcegraph integrated Model Context Protocols (MCP) per donar als assistents de codificació accés al context de codi en temps real, útil en la codificació vibratòria
- Assistents empresarials: Empreses com Block utilitzen MCP per permetre que els assistents interns recuperin informació de documents propietaris, sistemes de gestió de relacions amb els clients (CRM) i bases de coneixement de l'empresa.
- Accés a dades en llenguatge natural: aplicacions com AI2SQL aprofiten MCP per connectar models amb bases de dades SQL, permetent la recuperació d'informació en llenguatge planer.
- Assistents d'escriptori: l'aplicació Claude Desktop executa servidors MCP locals per permetre que l'assistent llegeixi fitxers o interactuï amb les eines del sistema de manera segura.
- Agents multieina: MCP admet fluxos de treball d'IA agentius que impliquen múltiples eines (per exemple, cerca de documents + API de missatgeria), permetent el raonament en cadena de pensament sobre recursos distribuïts

## Implementació
Anthropic ha proporcionat servidors MCP prefabricats per a sistemes empresarials populars, com ara:
- Google Drive
- Slack
- GitHub
- Git
- Postgres
- Titellaire
- Ratlla

El repositori de codi obert d'implementacions del servidor MCP està disponible a GitHub, proporcionant als desenvolupadors exemples i fonaments per a la creació d'integracions personalitzades.
Els desenvolupadors poden crear servidors MCP personalitzats per connectar sistemes propietaris o fonts de dades especialitzades a models d'IA. Aquestes implementacions personalitzades permeten:
- Accés en temps real a bases de dades privades i eines internes
- Integració segura amb sistemes empresarials sensibles
- Respostes d'IA sensibles al context basades en el coneixement organitzatiu
- Fluxs de treball automatitzats en múltiples aplicacions empresarials
- Canalitzacions de processament de dades personalitzades per al consum d'IA

L'estàndard obert del protocol permet a les organitzacions construir connexions personalitzades tot mantenint la compatibilitat amb l'ecosistema MCP més ampli. Els models d'IA poden aprofitar aquestes connexions personalitzades per proporcionar assistència específica del domini, tot respectant els permisos d'accés a les dades.

## Adopció
El març de 2025, OpenAI va adoptar oficialment el Model Context Protocol (MCP), després d'una decisió d'integrar l'estàndard en tots els seus productes, inclosa l'aplicació d'escriptori ChatGPT El CEO d'OpenAI, Sam Altman, va anunciar la mesura, i va emfatitzar que la compatibilitat amb MCP estaria disponible a l'SDK d'OpenAI Agents, i que es preveu una futura compatibilitat amb l'aplicació d'escriptori ChatGPT i l'API de Responses. Aquesta integració permet als desenvolupadors connectar els seus servidors MCP a agents d'IA, simplificant el procés de proporcionar eines i context a models de llenguatge grans (LLM).
Altman va descriure l'adopció de MCP com un pas cap a l'estandardització de la connectivitat de les eines d'IA. Abans de l'adopció d'OpenAI, els possibles beneficis de MCP s'havien discutit àmpliament dins de la comunitat de desenvolupadors, especialment per simplificar el desenvolupament en entorns multimodel.
En adoptar MCP, OpenAI s'uneix a altres organitzacions com Block, Replit i Sourcegraph en la incorporació del protocol a les seves plataformes. Aquesta àmplia adopció destaca el potencial de l'MCP per convertir-se en un estàndard obert universal per a la connectivitat i la interoperabilitat dels sistemes d'IA.  El ràpid creixement i l'àmplia adopció comunitària de MCP queden demostrats pel directori de servidors MCP de Glama, disponible públicament, que enumera més de 5.000 servidors MCP actius a maig de 2025. MCP es pot integrar amb Microsoft Semantic Kernel, i Azure OpenAI Els servidors MCP es poden implementar a Cloudflare.
Dues setmanes més tard, Demis Hassabis, CEO de Google DeepMind, va confirmar el suport de MCP en els propers models Gemini i la infraestructura relacionada, descrivint el protocol com un "estàndard obert emergent ràpidament per a la IA agentiva".
Entre els primers usuaris de MCP hi havia Block i Sourcegraph, que utilitzaven el protocol per permetre que els sistemes d'IA interns accedeixin a bases de coneixement i eines de desenvolupament pròpies.  Avui dia hi ha molts servidors MCP, que permeten la integració de LLM amb diferents aplicacions.

## Recepció
The Verge va informar que MCP respon a una creixent demanda d'agents d'IA que siguin conscients del context i capaços d'extreure informació de fonts diverses de manera segura. La ràpida adopció del protocol per part d'OpenAI, Google DeepMind i fabricants d'eines com Zed i Sourcegraph suggereix un consens creixent al voltant de la seva utilitat.
L'abril de 2025, investigadors de seguretat van publicar una anàlisi que indicava que hi havia diversos problemes de seguretat pendents amb MCP, com ara la injecció ràpida, permisos d'eines on la combinació d'eines pot exfiltrar fitxers, i eines semblants poden substituir silenciosament les de confiança.